# Juana de Bagno di Romagna
Juana de Bagno di Romagna (Fontechiuso, siglo XI-Bagno di Romagna, ca. 1105) fue una monja católica italiana, del monasterio camaldulense de Bagno di Romagna, venerada como santa en la Iglesia católica.

## Biografía
Acerca de la vida de Juana de Bagno di Romagna se tienen muy pocos datos. Se sabe que vivió durante el siglo XI, que desde niña fue consagrada por sus padres, ofreciéndole al monasterio camaldulense de Santa Lucía, en la localidad de Bagno di Romagna, provincia de Forlì (Italia), donde hizo votos de monja. Compartió la vida religiosa con otra monja venerada como santa Inés de Bagno di Romagna. Juana murió en 1105 y todo lo que se pueda decir de ella, aparte de estos, son solo leyendas. La más sonada de estas leyendas es que cuando murió todas las campanas del pueblo repicaron espontáneamente.

## Culto
A Juana de Bagno di Romagna se la tiene por santa desde siempre, ya en su orden religiosa y en la comarca le rendía culto como tal desde el siglo XII, el cual fue confirmado por el papa Pío VII, mediante una canonización equipolente, el 15 de abril de 1823, junto a su compañera Inés. El Martirologio romano recuerda su memoria el 16 de enero.
Santa Juana es patrona de Bagno di Romagna, donde se la celebra con el grado de solemnidad, el segundo domingo de septiembre. En la diócesis de Borgo San Sepolcro se le celebra como memoria obligatoria y en el Menologio camaldulense, de la Orden de la Camáldula, se la recuerda como memoria libre el 13 de febrero.